# بن بولت (تگزاس)
بن بولت (به انگلیسی: Ben Bolt) یک منطقهٔ مسکونی در ایالات متحده آمریکا است که در شهرستان جیم ولز، تگزاس واقع شده‌است. بن بولت ~۲۵۰ نفر جمعیت دارد.